# Autreppe (Ath)
Pour les articles homonymes, voir Autreppe.
Autreppe est un hameau de la ville belge d’Ath situé en Région wallonne dans la province de Hainaut. Il fait partie de la section d'Ormeignies et se trouve à une vingtaine de kilomètres de la frontière française.

## La seigneurie d'Autreppe
La seigneurie d’Autreppe  dite encore seigneurie de la Motte était un fief lige relevant des seigneurs de Blicquy. Ce fief, d’après un dénombrement de 1152, comprenait une « maison, gardin et entrepresure, contenant environ syx journels, aussy en pretz, pasturaiges et aulnois, avcq en vingt un bonniers quattre-vingts-seize verges de terres labourables en plusieurs pièces », avec toutes justices, haute, moyenne t basse ; toutefois le seigneur de Blicquy y percevait le droit de morte-main.
Les possesseurs sont :
- 1376, Jean Le Buffle, bâtard, fils de Michelon de Ligne et, auparavant Gérard de Tirissart ;
- avant la bataille de Blangy (31 janvier 1416), Michel de la Motte, fils Le Buffle de Ligne, qui fut tué dans cette bataille ;
- après la bataille, Guillaume de La Cattoire, par son mariage avec la sœur de Michel de la Motte ;
- 1552, Françoise de la Croix, veuve d’Antoine du Fosset, qui en hérita de son père Jean de la Croix ;
- 1566, Jean Bulté, fils du précédent et de Marguerite de La Hove ;
- 1610, Vincent Jocquet de Valenciennes qui l’acheta à Laurent Bulté, son cousin ;
- 1638, Charles Jocquet, fils du précédent ;
- 1649, Nicolas Jocquet, fils de Charles ;
- 1664, Anne Jocquet, héritière de son cousin germain Nicolas précité ; cette dame était veuve de l’écuyer Florent de Haughoubart ; à sa mort, la seigneurie passa à leur fille Marie-Anne, épouse de l’écuyer Lamoral Leduc ;
- 1704 ; Marie-Anne Haughoubart se déshérite en faveur de son fils Bernard-François-Joseph, écuyer ;
- 1741, Anne-Bernard de Trouvain qui tenait la seigneurie de son père, Nicolas-Théodore de Trouvain.

Au XIXe siècle, le château d’Autreppe fut possédé, de 1820 à 1872, par Jean-Baptiste Houzeau de Milleville, de 1872 à 1880 par ses deux filles qui le vendirent au comte Émile de La Barre d’Erquelinnes (1822-1904), époux d'Emma de Rouillé (1832 - 1895), elle-même petite-fille d'Angélique de Rouillé.
Le 25 septembre 1905, le château fut acheté pour la somme de 90 000 francs par les Pères blancs (par le truchement de la Sichting Saint-Charles des Pères blancs du cardinal Lavigerie, dont le siège est en Hollande) qui y établirent un sanatorium, c'est-à-dire une maison de soins et de repos pour les missionnaires d'Afrique. Le domaine s'étend sur treize hectares. La demeure sert aussi à partir de 1909 d'économat général de la Société des Pères blancs à la suite des lois spoliatrices de 1905 en France qui laissent craindre de possibles expropriations. L'économat général avait été auparavant transféré de Maison-Carrée à Malines. Il retourne en Algérie en 1924 à la faveur du rétablissement des relations diplomatiques entre le Saint-Siège et la République française. Le sanatorium déménage à Billère en France à la fin de 1923.
La rue des blancs curés témoigne de ce passé.

## Toponymie
CHOTIN  n'explique rien puisqu'il se contente de dire qu'Autreppe est le nom d'une ancienne seigneurie. Maurits Gysseling propose l'ancien germanique Altrapja, qui serait un nom d'établissement dérivé de l'hydronyme (nom de cours d'eau) Altrapô, dont nous ignorons tout. Le mot Altaripa apparaît dans les textes en 1181.
En langue celte, un gué se nomme Ath. Les gués étaient avant notre ère des points de passage gardés en permanence par des soldats. C'est ce que nous apprend "la Razzia des vaches de Cooley" et les exploits de Cuchulainn. 
Atepomaros fut un des fondateurs de la ville de Lyon. Son nom signifie grand cavalier divin. Un "ateppe" désignait un puissant chevalier celte. Ce nom prestigieux a donné Autreppe.

## L'église Notre-Dame
L'église actuelle d'Autreppe est en style néo-gothique.

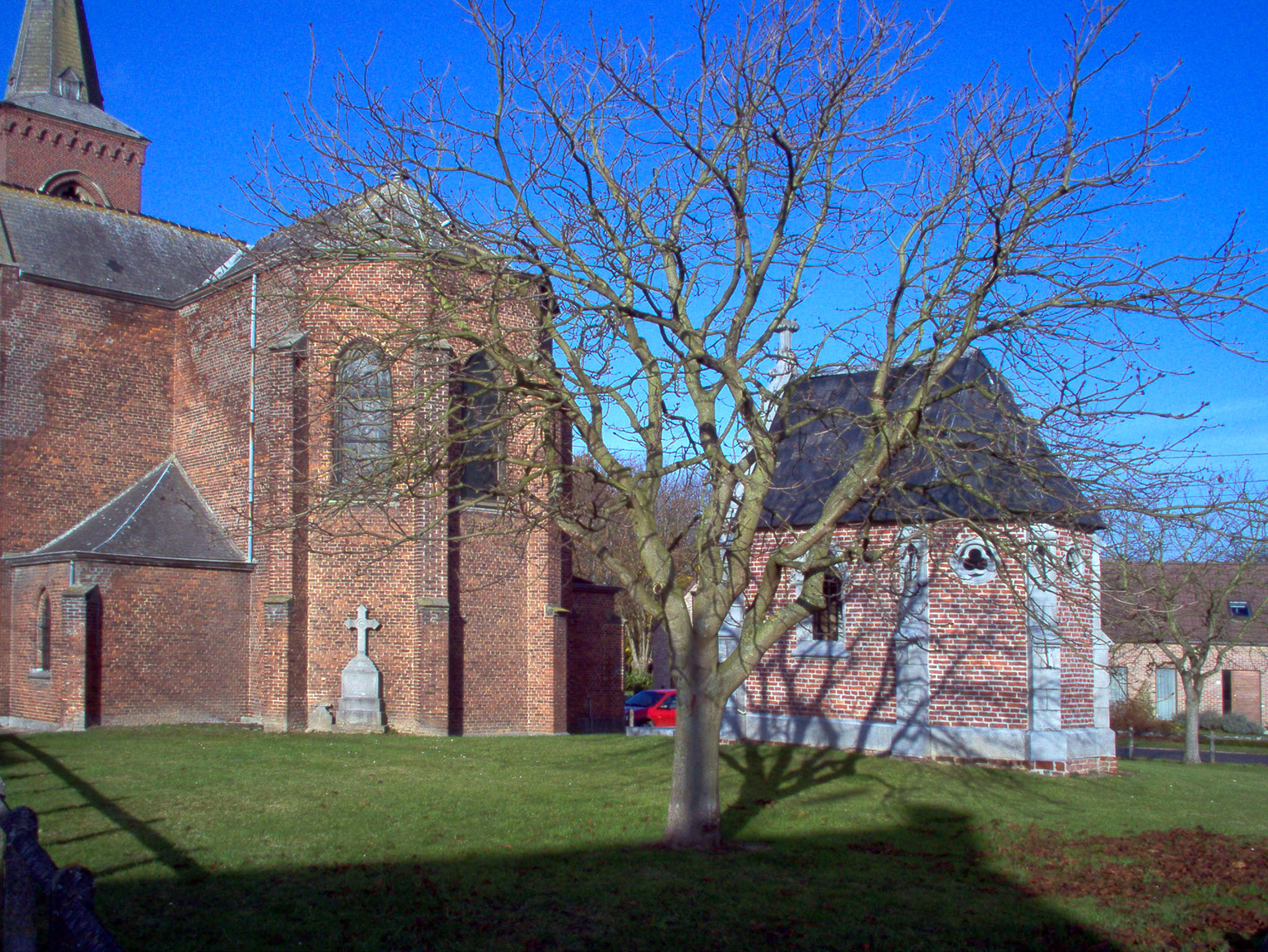
L'église ND d'Autreppe et le mausolée des Milleville

Auparavant, on trouve mention d'une «chapelle». Par exemple, le Conseil communal du 15 juin 1821 décide de «refaire la toiture de la chapelle d'Autreppe en ardoises».
La carte de Ferraris, 1771-1778, nous montre un édifice religieux de peu d'importance à l'emplacement actuel de l'église. Le numéro de paroisse du hameau d'Autreppe (97) est celui de Tongre-Notre-Dame et non celui d'Ormeignies (81).
L'église actuelle est dessinée sur le plan Popp (seconde moitié du XIXe siècle).
L'église Notre-Dame d'Autreppe est l'œuvre de l'architecte athois Léopold Hoton et de l'entrepreneur Vital Brocquet, comme l'atteste une pierre commémorative située dans le bas-côté droit. Elle est en forme de croix latine avec une nef de trois travées flanquée de bas-côtés, un transept non saillant et un chœur à pans coupés. Elle compte en outre une tour-clocher à flèche octogonale et deux sacristies. Le matériau utilisé est essentiellement la brique.
On estime sa date de construction vers 1865.
De cette époque, le maître-autel de 1869 porte les armoiries du donateur Jean-Baptiste Houzeau de Milleville, Châtelain d'Autreppe, de même que les stalles néo-gothiques (vers 1870). La chaire de vérité et les fonts baptismaux sont du même style.
Dans le chœur, des blasons peints représentent les armoiries des comtes de Rouillé. En effet Emma de Rouillé avait épousé le comte de la Barre d'Erquelinnes, propriétaire du château à la fin du XIXe siècle. Des obits, également peints, portent les armoiries des Milleville et les dates du 17 décembre 1864 pour l'un et du 1er février 1864 pour l'autre (avec l'inscription latine: ne tentes aut perfice). Les autels latéraux ont été offerts par Henri Bricoult et Jules Ortegat.
Trois pierres tombales du XVIIlème siècle ont été déposées dans le pavement du bas-côté droit. La dalle funéraire en pierre du chapelain François Albert Canvat, mort en 1728, représente un calice surmonté d'une hostie. Elle provient probablement de l'ancienne chapelle.
L'église possède quelques beaux objets du culte dont un calice réalisé par un orfèvre d'Ath au XVIIIe siècle.
Au chevet, à l'emplacement de l'ancien cimetière, une petite chapelle néo-gothique surmonte le caveau des Milleville.
Si l'église Notre-Dame d'Autreppe n'offre pas d'éléments particulièrement remarquables, elle présente un intérêt certain par le fait qu'elle participe, au même titre que la chapelle Notre-Dame-des-Sept-Douleurs, au mouvement d'historicisme marquant l'art, et en particulier l'architecture de la fin du XIXe siècle. C'est ce qui justifie sans doute les travaux de restauration entrepris en 1994.

## Fermes remarquables

### La ferme de la Grande Rosière

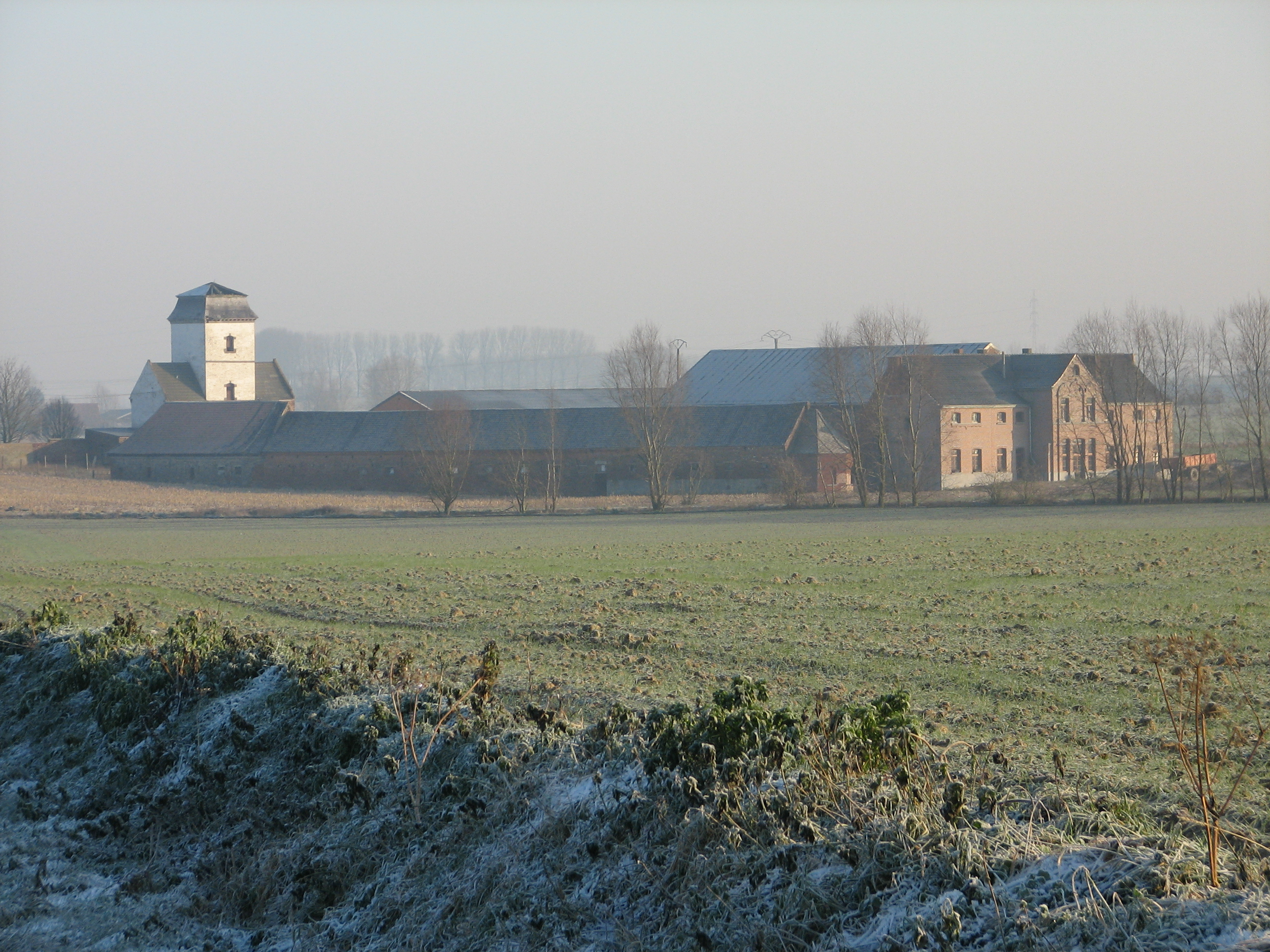
La ferme de la Grande Rosière

La première mention connue de la Rosière (ancien français ros : roseau) apparaît dans un acte non daté du pape Alexandre III (XIIe siècle).
La seigneurie de la Rosière appartenait à l’abbaye de Cambron. Elle comprenait 3 fermes dans ses limites, dont celle de la Grande Rosière.
Le porche monumental surmonté du colombier remonte au début du XVIIIe siècle, comme la plupart des bâtiments, situés autour d’une cour fermée.

### La «petite Rosière»
La « petite Rosière » fut également une dépendance de l’abbaye de Cambron. Il s’agit d’une ferme en quadrilatère construite au XVIIIe siècle (ancres de 1755).

### La ferme des «Goulouffes»
Isolée dans les champs, à la sortie d’Autreppe, la ferme Bricoult, dite « des Goulouffes » s’ordonne autour d’une cour carrée. Reconstruite en style néo-classique en 1843, elle se compose de quatre corps de bâtiments :
le logis avec un fournil, la grange, deux ailes abritant un fenil

## Sources
1. ↑  M. VAN HAUDENARD, Le Village d'Ormeignies et ses seigneuries in La Vie Wallonne, 14e année, n° 11, 1934
2. ↑  Serge Desouter M.Afr., J'ai tant aimé l'Afrique. L'histoire des Pères blancs belges 1880-2010, éditions Altiora Averbode, 2012, pp. 80-81
3. ↑  A.-G. CHOTIN, Etudes étymologiques et archéologiques sur les noms de villes, bourgs, villages, hameaux, forêts, lacs, rivières et ruisseaux de la Province de Hainaut, Tournai, s.d.,
4. ↑  (nl) Maurits Gysseling, Toponymisch Woordenboek van België, Nederland, Luxemburg, Noord-Frankrijk en West-Duitsland (vóór 1226), t. I, Tongres, Belgisch Interuniversitair Centrum voor Neerlandistiek, 1960 (lire en ligne).
5. ↑  D. LECLERCQ, L’église Notre-dame à Autreppe dans le numéro 7 du Bulletin de liaison des Amis d’Angélique de Rouillé, a.s.b.l., avril 1995